# Mitte (district)
Mitte (officiële naam: Bezirk Mitte von Berlin) is het hart van de Duitse hoofdstad Berlijn. Het district is onderverdeeld in zes stadsdelen: het gelijknamige Berlin-Mitte, Moabit, Hansaviertel, Tiergarten, Wedding en Gesundbrunnen. In het algemeen spraakgebruik wordt met Mitte vrijwel altijd het stadsdeel Berlin-Mitte bedoeld, niet het grotere district.
District Mitte ontstond in 2001 na de fusie van de voormalige stadsdistricten Mitte, Tiergarten en Wedding.
Het district omvat onder andere het centrum van het voormalige Oost-Berlijn, het park Tiergarten en de Potsdamer Platz.
Het district Mitte grenst aan de districten Pankow, Friedrichshain-Kreuzberg, Tempelhof-Schöneberg, Charlottenburg-Wilmersdorf en Reinickendorf.

## Politiek
Samenstelling districtsraad
Gesundbrunnen ·
Hansaviertel ·
Mitte ·
Moabit ·
Tiergarten ·
Wedding
Charlottenburg-Wilmersdorf · 
Friedrichshain-Kreuzberg ·
Lichtenberg ·
Marzahn-Hellersdorf ·
Mitte ·
Neukölln ·
Pankow ·
Reinickendorf ·
Spandau ·
Steglitz-Zehlendorf ·
Tempelhof-Schöneberg ·
Treptow-Köpenick